# Biferno rosato
Le 'biferno rosato est un vin italien de la région Molise doté d'une appellation DOC depuis le 29 avril 1983. Seuls ont droit à la DOC les vins rosés récoltés à l'intérieur de l'aire de production définie par le décret. 

## Aire de production
Les vignobles autorisés se situent en province de Campobasso dans les communes Campobasso, Campomarino, Colletorto, Mirabello Sannitico, Montenero di Bisaccia, Portocannone, Termoli, Rotello, San Giacomo degli Schiavoni et  Tufara. Les vignobles se situent sur des pentes sur une altitude de 550 – 600 m.

## Caractéristiques organoleptiques
- couleur : rosé plus ou moins intensif
- odeur : fruité et délicat
- saveur : sèche, harmonieux, fruité

Le 'biferno rosato se déguste à une température comprise entre 10 et 12 °C.

## Production
Province, saison, volume en hectolitres :
- Campobasso  (1990/91)  575,0
- Campobasso  (1991/92)  458,0
- Campobasso  (1992/93)  1016,73
- Campobasso  (1993/94)  1219,5
- Campobasso  (1994/95)  947,38
- Campobasso  (1995/96)  447,2
- Campobasso  (1996/97)  315,4